# ساختمان‌های مذهبی
گونه‌های ساختمان‌های مذهبی در دین‌های گوناگون عبارت‌اند از:

## زرتشتی
- آتشکده
- موبدستان
- هیربدستان
- آدریان
- ورهرام ایزد(بهرام ایزد)
- آتش دادگاه

## بودایی
- پاگودا (چتربرج)

## مسیحی
- کلیسا
- کلیسای جامع
  - دوئومو (نیایشگاه ایتالیایی)
- صومعه
- دیر

## یهودی
- کنیسه (کنشت)

## مهرپرستی
- مهرابه
- پرستشگاه آناهیتا

## اسلامی
- مسجد
- مسجد جامع
- حسینیه
- امامزاده
- بقعه
- مرقد
- مدرسه دینی

## دیگر کیش‌ها
- اهرام
- پرستشگاه های هندوها
- خانقاه
- ویهارا